# La Gaceta (Costa Rica)
La Gaceta es el diario oficial del Gobierno de Costa Rica editado por la Imprenta Nacional. Es el encargado de poner en conocimiento público los anuncios relativos a su legislación: leyes, decretos, reglamentos, declaraciones oficiales y otros avisos legales. Fue fundado en 1835 durante el gobierno de Braulio Carrillo Colina. La Gaceta publica diariamente de lunes a viernes a excepción de los días festivos.

## Características
La Gaceta es gestionada por la Imprenta Nacional, un organismo autónomo, encargado de difusión, así como también de guardar las bases de datos y archivos, tanto en formato papel como digital. 
De acuerdo a la legislación costarricense, un texto legal no entra en vigor hasta su puesta a disponibilidad de los ciudadanos. Por esta razón, la fecha de publicación en La Gaceta sirve de referencia a efectos de aplicación de las leyes excepto en aquellos casos en los que esa misma estipula algún tipo de plazo específico para su entrada en vigor. Al mismo tiempo, cualquier artículo que se incluya en el cuerpo de un texto legal con referencia a otro, como un decreto o ley de rango superior, tampoco entra en vigor hasta que ese mismo texto de referencia haya sido publicado en La Gaceta.

## Historia
La primera edición de La Gaceta se publicó el 31 de octubre de 1831 bajo el nombre de La Relación de los Negocios Despachados por el Gobierno Supremo del Estado. Inicialmente tenía publicaciones mensuales, pasó a ser un semanario en 1846 y posteriormente se convirtió en un diario. Desde sus inicios ha sido el medio oficial para publicar leyes, decretos, acuerdos y comunicados.
A lo largo de su historia, La Gaceta ha sido testigo de importantes acontecimientos nacionales como la Campaña Nacional de 1856-1857, la guerra contra los filibusteros de William Walker, la abolición del ejército en 1948, la guerra civil de 1948 y la abolición de la pena de muerte en 1882, entre otros.
Actualmente, La Gaceta es editada por la Imprenta Nacional y es propiedad del Estado costarricense. 